# Michael Schwab
Michael Schwab (9 de agosto de 1853 - 29 de junio de 1898) fue un estadounidense de origen alemán, dirigente obrero y uno de los acusados en el incidente de Haymarket.

## Primeros años
Schwab nació en Bad Kissingen, Franconia en Alemania, de oficio encuadernador de libros. Emigró a los Estados Unidos en 1879 y vivió en Chicago, Milwaukee y en el oeste de los EE. UU. antes de radicarse de forma definitiva en Chicago en 1881.

## Activismo
Schwab se hizo activista aún antes de haber ingresado a los Estados Unidos, escribiendo artículos para algunos periódicos alemanes radicales. Se unió al Partido Socialdemócrata alemán en 1872. En los Estados Unidos participó en los movimientos por los derechos de los trabajadores, uniéndose primero al Socialist Labor Party y luego a la International Working Persons Association. Fue redactor y coeditor del Arbeiter-Zeitung (Chicago), un periódico anarquista de inmigrantes alemanes. Tuvo una participación importante en el movimiento en favor de la jornada laboral de 8 horas.

## Haymarket
En la noche del 4 de mayo de 1886, Schwab abandonó la oficina del Arbeiter-Zeitung, y se dirigió al mitin de Haymarket para encontrarse con su editor asociado, August Spies. Al no encontrarlo habló con su cuñado, Rudolph Schnaubelt, que luego fue acusado de arrojar la bomba. Schwab arguyó que había estado en Haymarket por no más que 5 minutos. Luego fue a hablar en un mitin de obreros en Deering Reaper Works en la esquina de las calles Fullerton y Clybourn, en Chicago. Aquí permaneció mientras era arrojada la bomba, y finalmente se fue directo a su domicilio.

## Arresto, juicio, amnistía y últimos años
Schwab fue arrestado con otros seis manifestantes de Haymarket, mientras que Albert Parsons se presentó voluntariamente. En el juicio fue acusado y sentenciado a muerte junto con sus compañeros, mientras que Oscar Neebe fue sentenciado a 15 años de prisión. Schwab escribió al gobernador de Illinois Richard James Oglesby por clemencia y el 10 de noviembre de 1887, Oglesby conmutó su sentencia junto con la de Samuel Fielden, por prisión perpetua. Estuvo convicto por 6 años en la penitenciaría de Joliet antes de ser perdonado con los otros dos imputados por el gobernador de Illinois, John Peter Altgeld el 26 de junio de 1893. Luego de su liberación, continuó escribiendo para el Arbeiter-Zeitung y abrió una zapatería en la que también vendían libros sobre reivindicaciones obreras, pero su salud estaba muy deteriorada por sus años de prisión y el negocio fracasó.
Schwab murió de una enfermedad respiratoria contraída en la prisión de Joliet, el 29 de junio de 1898. Está enterrado en el cementerio alemán Waldheim junto con los otros siete mártires de Chicago.